# Alberto Santos-Dumont
Alberto Santos-Dumont (20. července 1873, Cabangu u Palmira, dnes přejmenované na Santos Dumont, Brazílie – 23. července 1932 Guarujá, São Paulo) byl významný letecký průkopník a konstruktér. Sestrojil první skutečně řiditelnou vzducholoď na světě. Provedl první ověřený let letounu těžšího vzduchu v Evropě. Narodil se a zemřel v Brazílii, ale své konstrukce uskutečnil především ve Francii.
Je po něm pojmenován měsíční kráter Santos-Dumont a letiště Aeroporto Santos Dumont v Rio de Janeiru.

## Mládí
Alberto Santos-Dumont byl šestým z osmi dětí bohatého majitele kávových plantáží. Jeho otec byl natolik úspěšný v zavádění inovací, že byl brzy znám jako brazilský král kávy.
Od mládí byl Alberto fascinován technikou. Naučil se ovládat parní traktor a lokomotivu, užívané na rodinných plantážích. Byl čtenářem knih Julese Verna. V mladém věku byl také vyslán na studia do města Campinas.
V roce 1891 utrpěl jeho otec těžký úraz a se ženou i nejmladším synem Albertem se přesunuli do Paříže. Zde Albert studoval pod vedením soukromých lektorů přírodní vědy.

## Vzduchoplavecké pokusy
Kromě přírodních věd byl také fascinován létáním. Nejprve jako pasažér, později jako pilot a v roce 1898 i jako konstruktér svého prvního pokusného řiditelného balónu – vzducholodě.
První konstrukce nebyla úspěšná. Po několika dalších přestavbách a pokusech získala věhlas vzducholoď č. 4, vystavovaná na Světové výstavě v Paříži v roce 1900. Roku 1901 se pokusil získat cenu, kterou vypsal průmyslník Henri Deutche de la Meurthe za let ze Saint-Cloud kolem Eiffelovy věže a zpět za půl hodiny. První pokus se vzducholodí č. 5 provedl 8. srpna. Po obletu věže ale vzducholoď spadla na dům u Passy. Druhý pokus provedl 5. září. Jeho vzducholoď spadla do Bouloňského lesíka. Vzducholoď byla zničena, jen nejcennější části konstruktér s pomocníky vyřezal. Další pokus provedl 19. října ve 14 hodin 42 minut se vzducholodí č. 6. Tentokrát úspěšně. Trasu vzduchoplavec uletěl za 29 min 30 s.
Podle historek, které se o vynálezci šířily, využíval svou nejmenší vzducholoď č. 9 k rychlé dopravě po Paříži.
V roce 1902 se se svou vzducholodí č. 13 Racer zúčastnil závodu na trati New York – St. Louis. Závodu se zúčastnilo několik dalších vzducholodí a především nový speciální osobní rychlovlak. Santos-Dumontova vzducholoď zvítězila. Železniční společnost utrpěla ostudu, protože v očekávání vítězství vydala předem sebeoslavné plakáty.

## Pokusy s letadly
Od roku 1905 začal provádět pokusy s letouny. Roku 1906 provedl s letounem Santos-Dumont 14-bis sérii prvních ověřených letů v Evropě. Kromě toho popsal řadu dalších konstrukcí letadel, a dokonce i vrtulníku. Patentových práv se vzdal.

## Konec života
Ke konci života trpěl duševní chorobou. Zničil všechny své plány. Zúčastnil se ještě počátku 1. světové války jako řidič Červeného kříže. Roku 1915 ale uprchl do Brazílie. Svůj život ukončil sebevraždou.